# Großblütige Wicke
Die Großblütige Wicke (Vicia grandiflora) ist eine Pflanzenart aus der Gattung Vicia in der Unterfamilie der Schmetterlingsblütler (Faboideae).

## Beschreibung

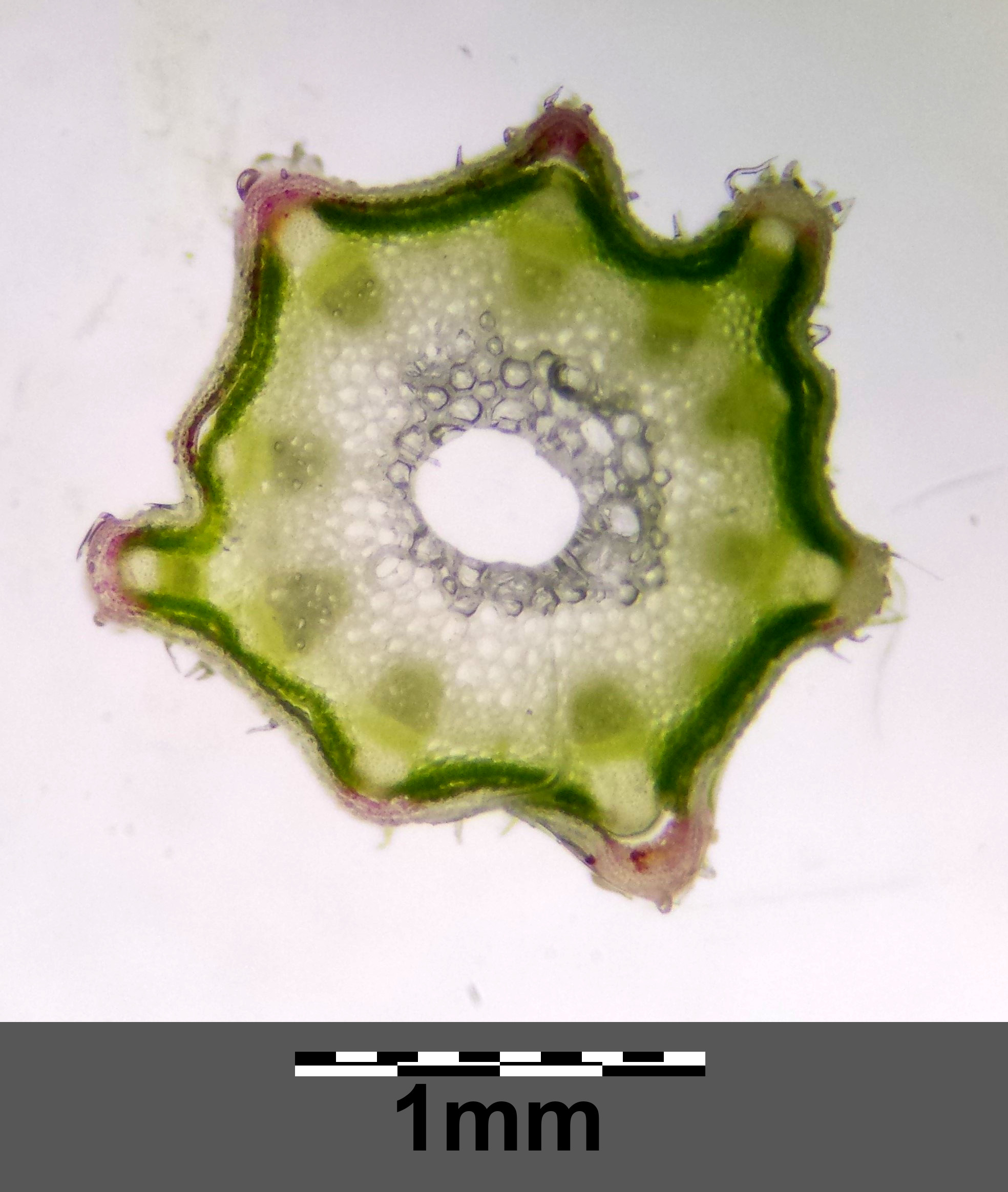
Im Querschnitt kantiger Stängel

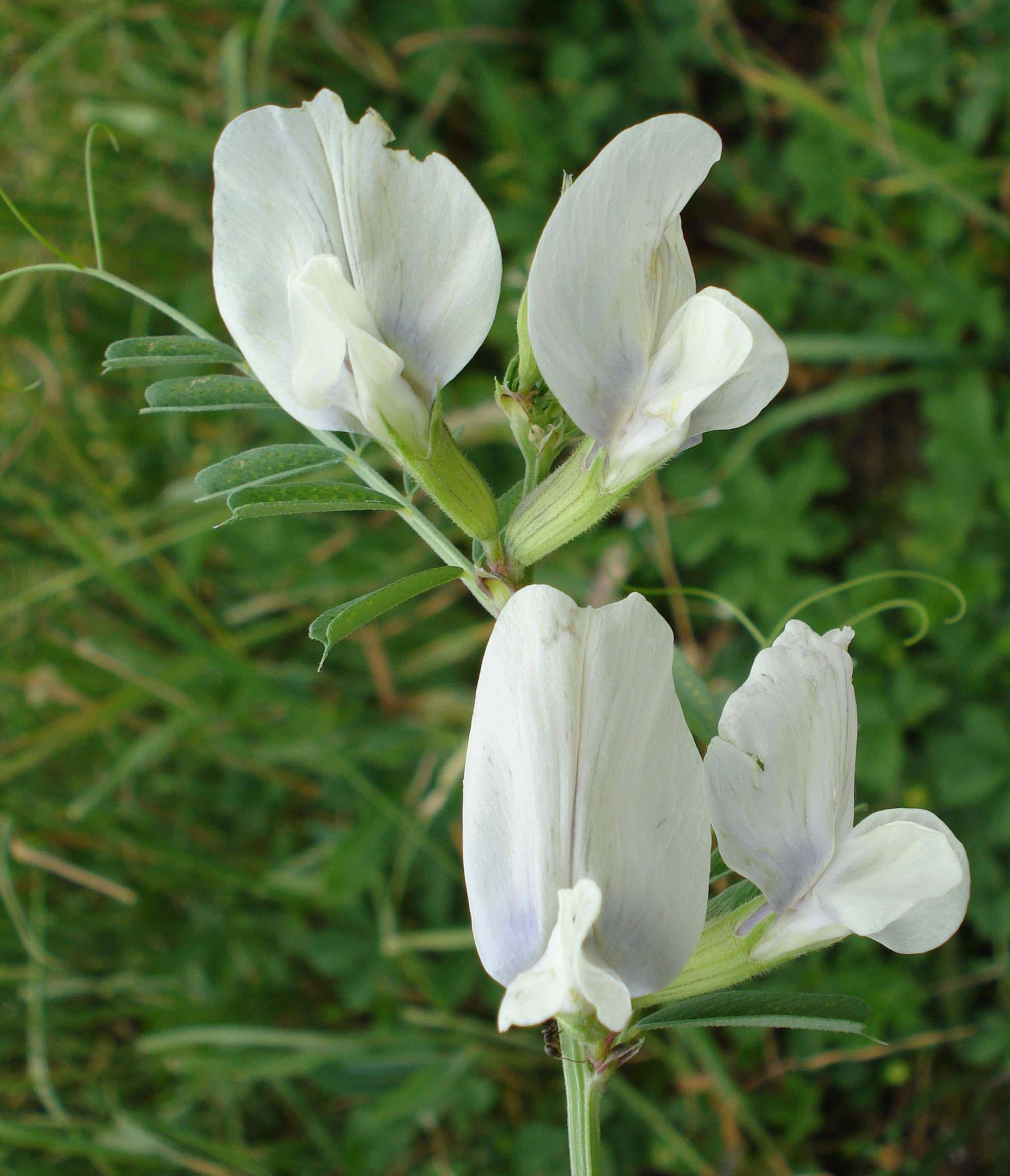
Blütenstand mit zygomorphen Blüten im Detail

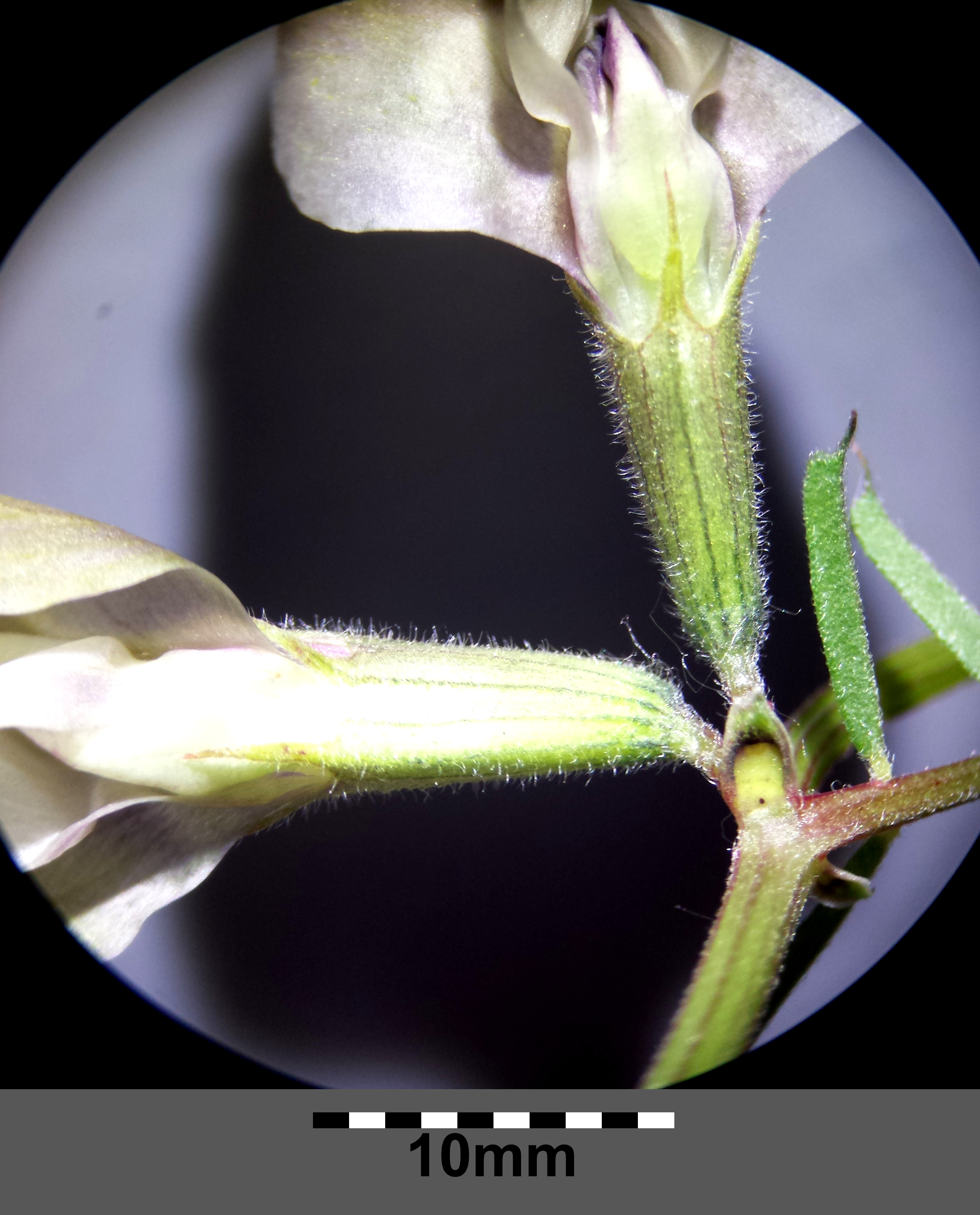
Kelche mit gerade vorgestreckten, untereinander fast gleich langen Zähnen. Die Nebenblätter weisen ein Nektarium auf (im Bild rechts unten).

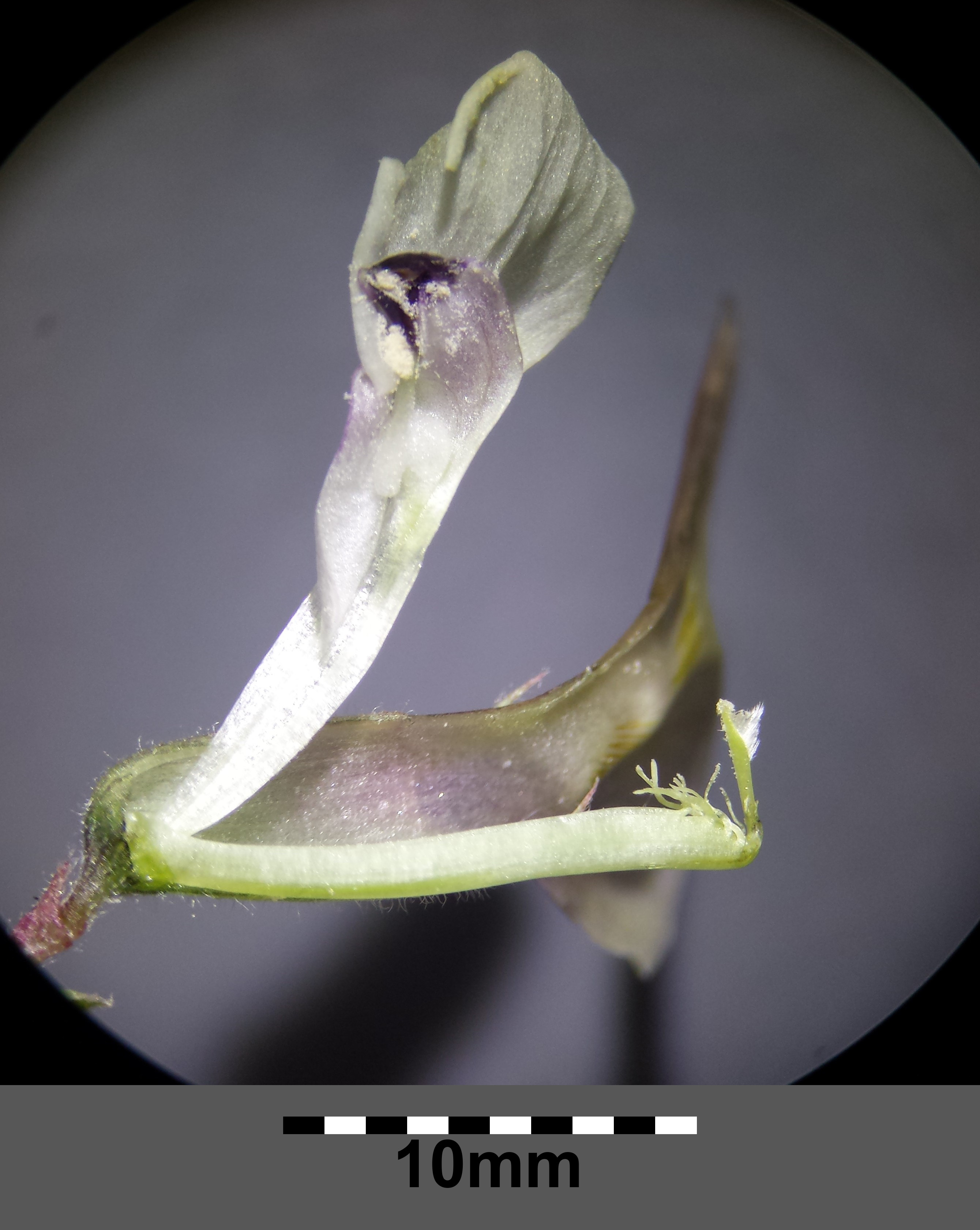
Geöffnete Blüte, sichtbar ist die vorne schief angeschnittene Staubfädenröhre.

### Erscheinungsbild und Blatt
Die Großblütige Wicke ist eine einjährige oder überwinternd-einjährige krautige Pflanze. Der flaumig behaarten bis fast kahlen und frischgrünen Stängel ist 30 bis 60 Zentimeter lang, aufsteigend, vom Grund an verzweigt und stielrund.
Die gefiederten Laubblätter besitzen drei bis sieben Paar dünne, sehr verschiedenartig gestaltete Blättchen mit schwachen, meist ästigen Ranken. Die Blättchen der unteren Laubblätter sind verkehrt-eiförmig bis verkehrt-herzförmig, meist unter 1 Zentimeter lang, oft tief ausgerandet und mit wenigen Seitennerven ausgestattet. Die oberen Laubblätter sind verkehrt-eiförmig bis linealisch, etwa 1 bis 2 Zentimeter lang und 2 bis 8 Millimeter breit, abgerundet, gestutzt oder ausgerandet und kurz bespitzt mit bis zu zwölf Paar geraden Seitennerven. Die Nebenblätter sind relativ klein, die oberen eiförmig, ganzrandig, die unteren halbspießförmig, unterseits mit kleinen Nektarien versehen und etwas gezähnt.

### Blüte
Die Blütezeit liegt in den Monaten Mai und Juni. Die Blüten stehen abstehend an 2 bis 8 Millimeter langen Stielen meist zu zweit in den Blattachseln. Die zwittrigen Blüten sind bei einer Länge von mehr oder weniger 2,5 bis 3 Zentimetern zygomorph und fünfzählig mit doppelter Blütenhülle. Die fünf Kelchblätter sind zu einer 8 bis 10 Millimeter langen am Grund ausgesackten Kelchröhre verwachsen und die lanzettlich-pfriemlichen, gerade vorgestreckten Kelchzähne sind deutlich kürzer als die Kelchröhre. Die Krone besitzt die typische Form der Schmetterlingsblüte. Die fünf Kronblätter sind bleichgelb, wobei die Fahne, oft auch die Schiffchenspitze mehr oder weniger violett bis grünlich überlaufen ist. Die Fahnenplatte ist bis zu etwa 2 Zentimeter lang und fast ebenso breit, seicht ausgerandet und kahl. Die Flügel sind nur etwa doppelt so lang wie der Kelch und länger als das Schiffchen.

### Frucht und Samen
Die anfangs kurz behaarte, bei Reife kahle und schwarze Hülsenfrucht ist bei einer Länge von 3,5 bis 5 Zentimetern sowie einer Breite von 6 bis 8 Millimetern linealisch und flach.
Die Samen sind bei einem Durchmesser von 3 bis 3,5 Millimetern abflacht kugelig und braun mit verwaschenen, schwarzen Flecken.

### Chromosomenzahl
Die Chromosomenzahl beträgt 2n = 14.

## Vorkommen
Die Großblütige Wicke ist von Südosteuropa bis Italien, dem südlichen Österreich, nach Osten bis zur Ukraine, Kleinasien, den Kaukasusraum und Iran verbreitet. Vicia grandiflora ist ein ost-submediterranes Florenelement.
In Mitteleuropa ist Vicia grandiflora nur eingeschleppt und unbeständig verwildert.
In Deutschland kommt sie beispielsweise in den Weinbaugebieten zwischen Mittelrhein, Mosel Main und der Neckar-Mündung sowie am Unterlauf des Regen und in der Hallertau vor. In Deutschland kommt die Großblütige Wicke nur adventiv vor und ist vielerorts eingebürgert. In Bayern ist die Großblütige Wicke nur im Main- und Donaugebiet verbreitet, sonst meist fehlend. Insbesondere im östlichen Teil Deutschlands kann man die Großblütige Wicke häufiger finden. Zwischen 1994 und 1997 wurde sie u. a. auf einem ehemaligen Truppenübungsplatz in der Kleckewitzer Heide (auch Alt-Jeßnitz-Raguhn) nachgewiesen.
In Niederösterreich und am Alpenfuß kommt sie selten vor. In Österreich kommt die Großblütige Wicke nur im östlichen Teil häufiger vor; sonst ist sie selten.
Vicia grandiflora ist als unbeständige Adventivpflanze auf Neuansamungen von eingeschleppten Diasporen angewiesen, so dass die Vorkommen mehr oder weniger zufallsbedingt sind. Sie scheint jedoch in den großen Flusstälern wie Main und Donau beständig „Fuß zu fassen“.
Die Großblütige Wicke wächst in Wiesen, Getreidefeldern, Hecken und an Ruderalstellen. Sie besiedelt in Mitteleuropa in Gegenden mit sommerwarmem Klima trockene Gebüsche und Ränder von Trockenwäldern, sie geht aber auch auf Ödland und auf Bahnschotter.
Sie gedeiht in Südosteuropa in Gesellschaften des Verbands Orno-Ostryon. 
Die Großblütige Wicke gedeiht am besten nährstoffreichen, lehmigen Böden.
Die ökologischen Zeigerwerte nach Landolt et al. 2010 sind in der Schweiz: Feuchtezahl F = 2 (mäßig trocken), Lichtzahl L = 3 (halbschattig), Reaktionszahl R = 3 (schwach sauer bis neutral), Temperaturzahl T = 5 (sehr warm-kollin), Nährstoffzahl N = 4 (nährstoffreich), Kontinentalitätszahl K = 4 (subkontinental).

## Taxonomie
Die Großblütige Wicke wurde 1771 von Giovanni Antonio Scopoli in Flora Carniolica Exhibens Plantas Carniolae Indigenas et Distributas 2. Auflage, Band 2 Seite 65 Tafel 42 als Vicia grandiflora erstbeschrieben. Synonyme sind Vicia sordida Waldst. & Kit. und Vicia kitaibeliana Schur.